# Кавун Андрій Іванович
Андрі́й Іва́нович Каву́н (нар. 14 липня 1986, м. Кривий Ріг, Українська РСР — 4 грудня 2017, Дніпро,Україна) — старший солдат Збройних сил України, розвідник, учасник російсько-української війни. Позивний «Бархан».

## Життєпис
Народився 1986 року в місті Кривий Ріг Дніпропетровської області. З раннього віку юнак відрізнявся розумовими здібностями, навчався у класі з посиленою математичною підготовкою. Після закінчення 11 класів відслужив строкову службу, а невдовзі після початку АТО вирушив на фронт добровольцем.

### Бойовий шлях
З серпня 2014 року Андрій брав участь у бойових діях на Сході України, перебував у складі 43-го окремого мотопіхотного батальйону «Патріот». Служив на посаді снайпера 2-го взводу 1-ї роти.
Наприкінці 2015 року підписав контракт зі Збройними силами України та перейшов до складу 74-го окремого розвідувального батальйону на посаду снайпера.

### Обставини загибелі
30 листопада 2017 року зазнав поранення в зоні відповідальності окремого тактичного угрупування «Донецьк». Андрія евакуювали в непритомному стані до обласної клінічної лікарні імені Мечникова. Помер 4 грудня у лікарні, не прийшовши до тями.
Похований 6 грудня на Алеї Слави Центрального кладовища у Кривому Розі.
Залишилися батьки та сестра.

## Нагороди та відзнаки
- Відзнака «За заслуги перед містом» ІІІ ступеня (посмертно)[3]